# Pradines (Lot)
Pradines é uma comuna francesa na região administrativa de Occitânia, no departamento de Lot. Estende-se por uma área de 16,49 km². Em 2010 a comuna tinha 3 616 habitantes (densidade: 219,3 hab./km²).